# Странголагалли
Странголагалли (итал. Strangolagalli) — коммуна в Италии, располагается в регионе Лацио, подчиняется административному центру Фрозиноне.
Население составляет 2503 человека, плотность населения составляет 250 чел./км². Занимает площадь 10 км². Почтовый индекс — 03020. Телефонный код — 0775.
Покровителем населённого пункта считается Архангел Михаил. Праздник ежегодно празднуется 29 сентября.